# Tremplin de la Chirurgienne
Le tremplin de la chirurgienne est un ancien tremplin de saut à ski au Brassus. 

## Historique
Dès 1906, le ski club organise une première compétition au Brassus.

## Événements organisés sur les tremplins
Les épreuves internationales ont été pendant près de quarante ans les plus importantes courses de ski nordique d'Europe centrale.